# Reîncarnare

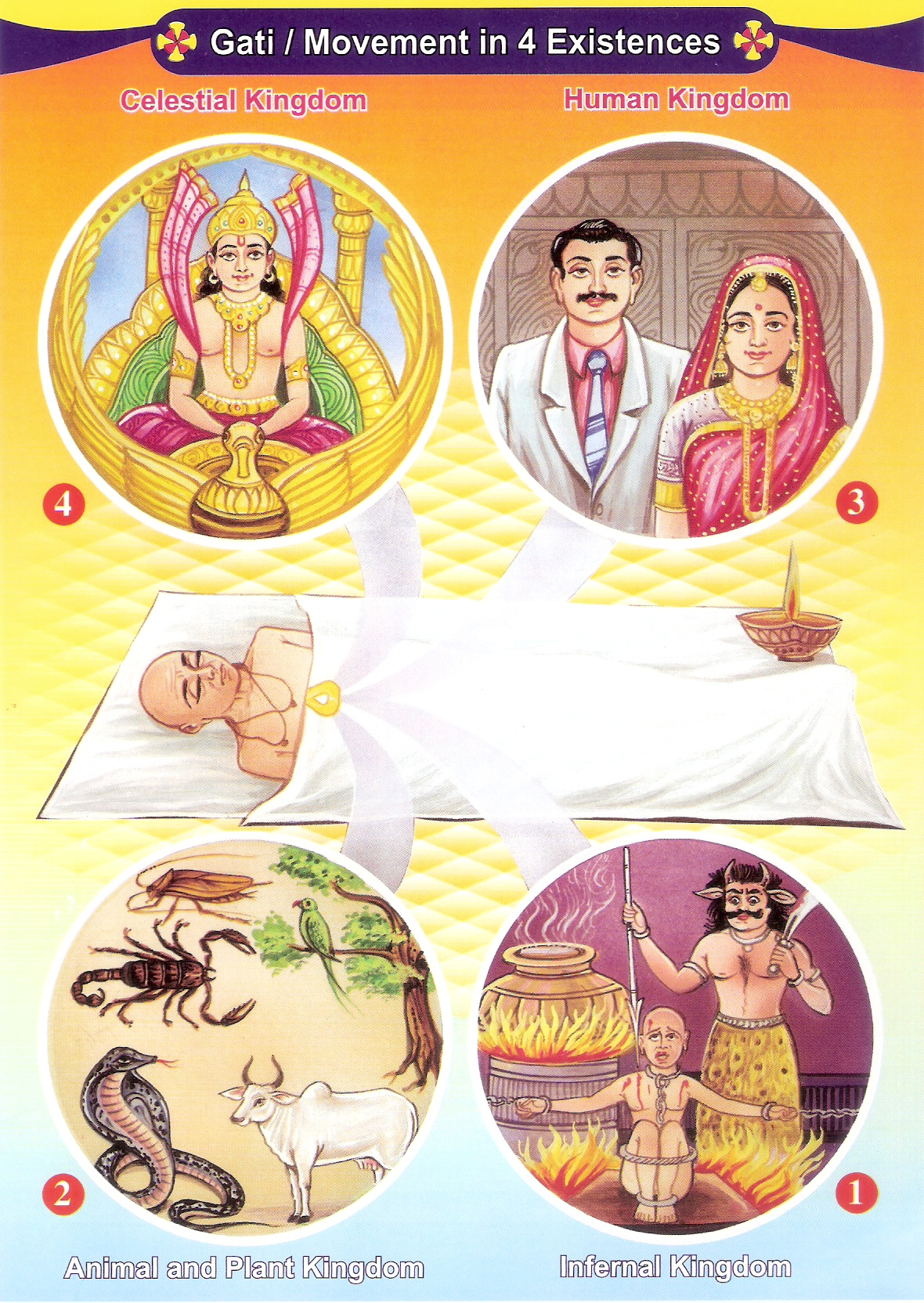
Imaginea arată cum sufletul călătorește către oricare dintre cele patru stări ale existenței după moarte în funcție de karmele sale, în Jainism.

Reîncarnarea este conceptul filozofic sau religios prin care un aspect al unei ființe vii începe o nouă viață într-un alt corp fizic sau o formă diferită după fiecare moarte biologică.
Reîncarnarea este un concept antic care susține trecerea după moarte în alt corp (de om sau de animal).
Aceasta mai este numită și renaștere sau transmigrație și face parte din doctrina Saṃsāra a existenței ciclice. Este o temă centrală în toate marile religii indiene, anume budism, hinduism, jainism și sikhism. Ideea de reîncarnare se găsește în numeroase culturi antice, și o credință în renaștere/ metempsihoză a fost menținută de figuri istorice grecești, precum Pitagora, Socrate și Platon. Este de asemenea o credință comună a diverselor religii străvechi și moderne precum Spiritismul, Teosofia și Eckankar și poate fi regăsită și în multe societăți tribale din jurul lumii, în locuri din Australia, Asia de Est, Siberia și America de Sud.

## Presupuneri
- Reincarnarea repetată a unui spirit pe pămȃnt, fie ca femeie, fie ca bărbat, presupune că a fost de multe ori căsătorit, că a avut diferiți copii din mariajele precedente. Soți, soții, copii, rude, pe care-i reîntȃlnește în lumea de dincolo, după fiecare moarte.

- Ar fi posibilă inversarea rolurilor la reincarnări, în cadrul aceleași familii. 

- Nu se cunoaște scopul reincarnărilor repetate, nici dacă acestea au loc benevol sau obligatoriu.
Scopul venirii sufletelor pe pămȃnt ar fi realizarea tranziției între „perfecțiunea neconștientizată“ (stadiul inițial din lumea de dincolo, în care sufletele erau fericite, dar nu știau că sunt fericite), prin „imperfecțiunea conștientizată“ (stadiul vieților de pe pămȃnt, în care sufletele știu că aici sunt nefericite), la „perfecțiunea conștientizată“ (stadiul final dorit din lumea de dincolo, în care sufletele știu deja ce e fericirea, după ce au trăit nefericirea pe pămȃnt).

## Reîncarnarea la filozofii antici
Plotin dezvoltă o teorie a reîncarnării  ca o explicație a Mitului lui Er relatat în încheierea lucrării Republica a lui Platon. În acest Mit, sufletele imateriale între ciclurile de reîncarnare au o diversitate de vieți între care aleg. Fiecare viață pe care o aleg este în întregime a lor, iar zeii nu sunt vinovați. Totuși, odată ce aleg o anumită viață, ele sunt limitate prin forța lucrurilor la acea viață și la evenimentele din acea viață. Însă Plotin consideră că Mitul este o alegorie a felului în care alegerile sufletelor în acea viață formează ceea ce se va întâmpla în viitor. Este mai bine a fi reîncarnat în unele corpuri decât în altele : este mai bine să fii o ființă omenească decât un lup.